# Schwärze (Walzen)
Schwärze (auch Schweerze, polnisch Ćwiercie) ist ein Ort in der Gemeinde Walzen (Walce) im Powiat Krapkowicki der Woiwodschaft Opole (Oppeln) in Polen.

## Geographie
Das Straßendorf Schwärze liegt vier Kilometer nordwestlich von Walzen, neun Kilometer südlich von Krapkowice (Krappitz) und 31 Kilometer südlich von Opole in der Nizina Śląska (Schlesische Tiefebene) an derSwornica.
Nachbarorte von Schwärze sind im Nordosten Kramelau (Kromołów), im Osten Zabierzau (Zabierzów) und im Südwesten Rosnochau (Rozkochów).

## Geschichte

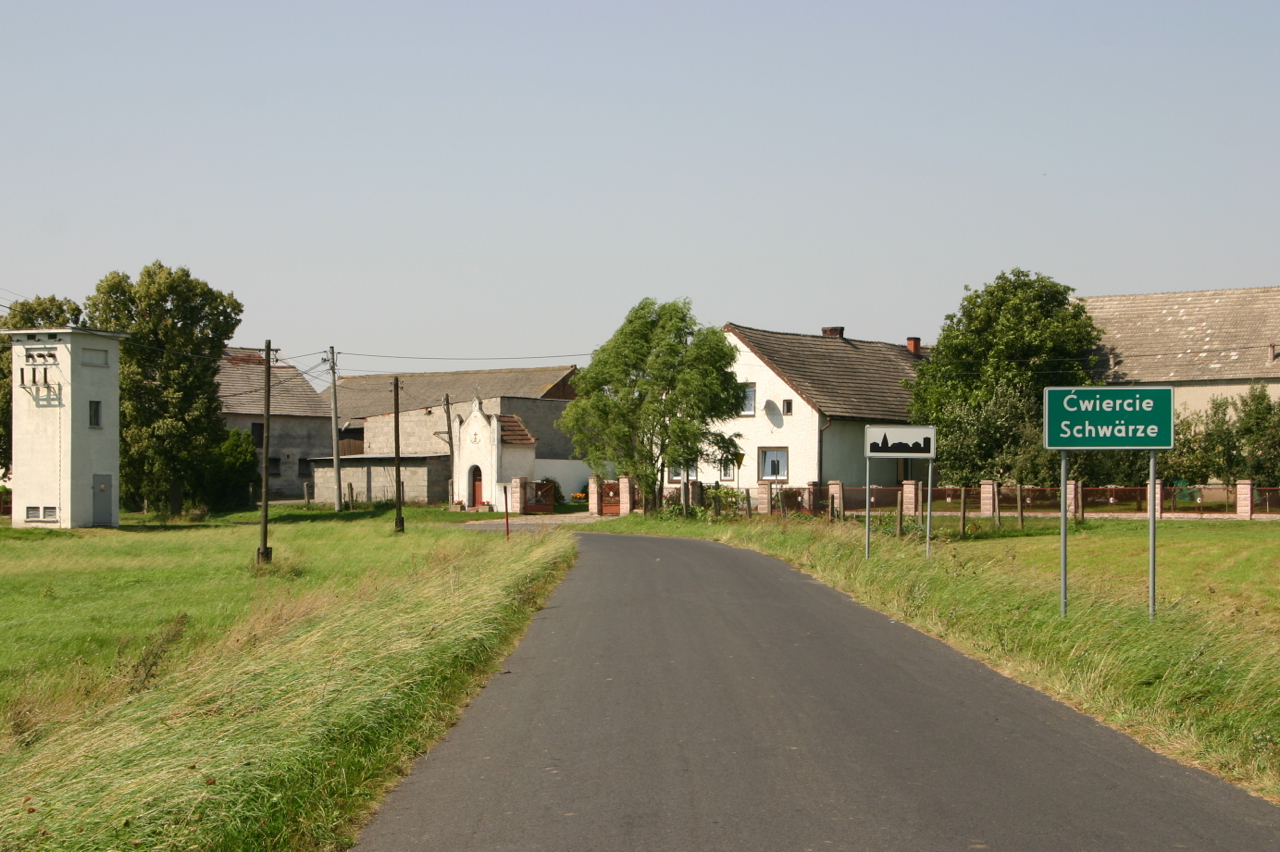
Ortseingang von Schwärze

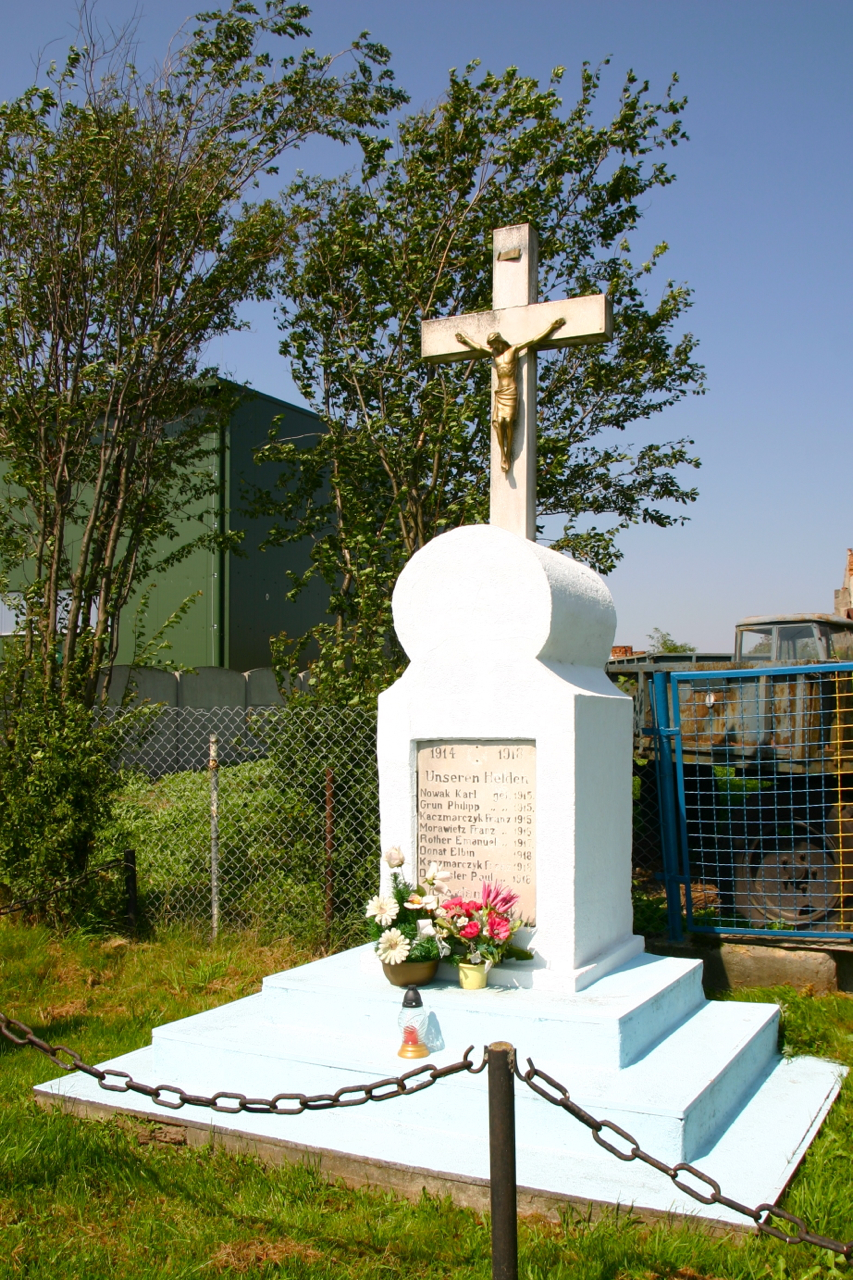
Gefallenendenkmal

Schwärze wurde 1568 erstmals urkundlich erwähnt und war damals im Besitz von Graf Hans von Redern.
Nach der Neuorganisation der Provinz Schlesien gehörte die Landgemeinde Schwärze ab 1816 zum Landkreis Neustadt O.S. im Regierungsbezirk Oppeln. 1845 bestanden im Ort ein Vorwerk und 16 Häuser. Im gleichen Jahr lebten in Schwärze 115 Menschen, allesamt katholisch. 1861 zählte Schwärze 144 Einwohner, 8 Gärtner und 4 Häusler. Eingepfarrt und eingeschult waren die Bewohner nach Rosnochau. 1874 wurde der Amtsbezirk Walzen gegründet, welcher die Landgemeinden Walzen, Schwärze und Rosnochau umfasste.
Bei der Volksabstimmung in Oberschlesien am 20. März 1921 stimmten 76 Wahlberechtigte für einen Verbleib bei Deutschland und drei für Polen. Schwärze verblieb beim Deutschen Reich. 1933 lebten im Ort 136 Einwohner. 1939 hatte der Ort 119 Einwohner. Bis 1945 befand sich der Ort im Landkreis Neustadt O.S.
1945 kam der bisher deutsche Ort unter polnische Verwaltung und wurde in Ćwiercie umbenannt und der Woiwodschaft Schlesien angeschlossen. 1950 kam der Ort zur Woiwodschaft Oppeln. 1999 kam der Ort zum wiedergegründeten Powiat Krapkowicki. Am 4. April 2006 wurde in der Gemeinde Walzen, der Schwärze angehört, Deutsch als zweite Amtssprache eingeführt und am 3. Juni 2009 erhielt der Ort zusätzlich den amtlichen deutschen Ortsnamen Schwärze.

## Sehenswürdigkeiten
- Denkmal für die Gefallenen des Ersten Weltkriegs
- Steinerne Wegekapelle